# Rugby Football Union
Związek Rugby (ang. Rugby Football Union) – ogólnokrajowy związek sportowy, działający na terenie Anglii, posiadający osobowość prawną, będący jedynym prawnym reprezentantem angielskiego rugby 15-osobowego i 7-osobowego, zarówno wśród mężczyzn jak i kobiet we wszystkich kategoriach wiekowych w kraju i za granicą.